# Аксуат (Теректинский район)
Аксуа́т (каз. Ақсуат) — село в Теректинском районе Западно-Казахстанской области Казахстана. Административный центр Аксуатского сельского округа. Находится примерно в 22 км к западу от районного центра, села Фёдоровка. Код КАТО — 276237100.

## География
Село расположено на левом берегу реки Урал.

## Население
В 1999 году население села составляло 1057 человек (550 мужчин и 507 женщин). По данным переписи 2009 года в селе проживал 1121 человек (575 мужчин и 546 женщин).